# Silvano

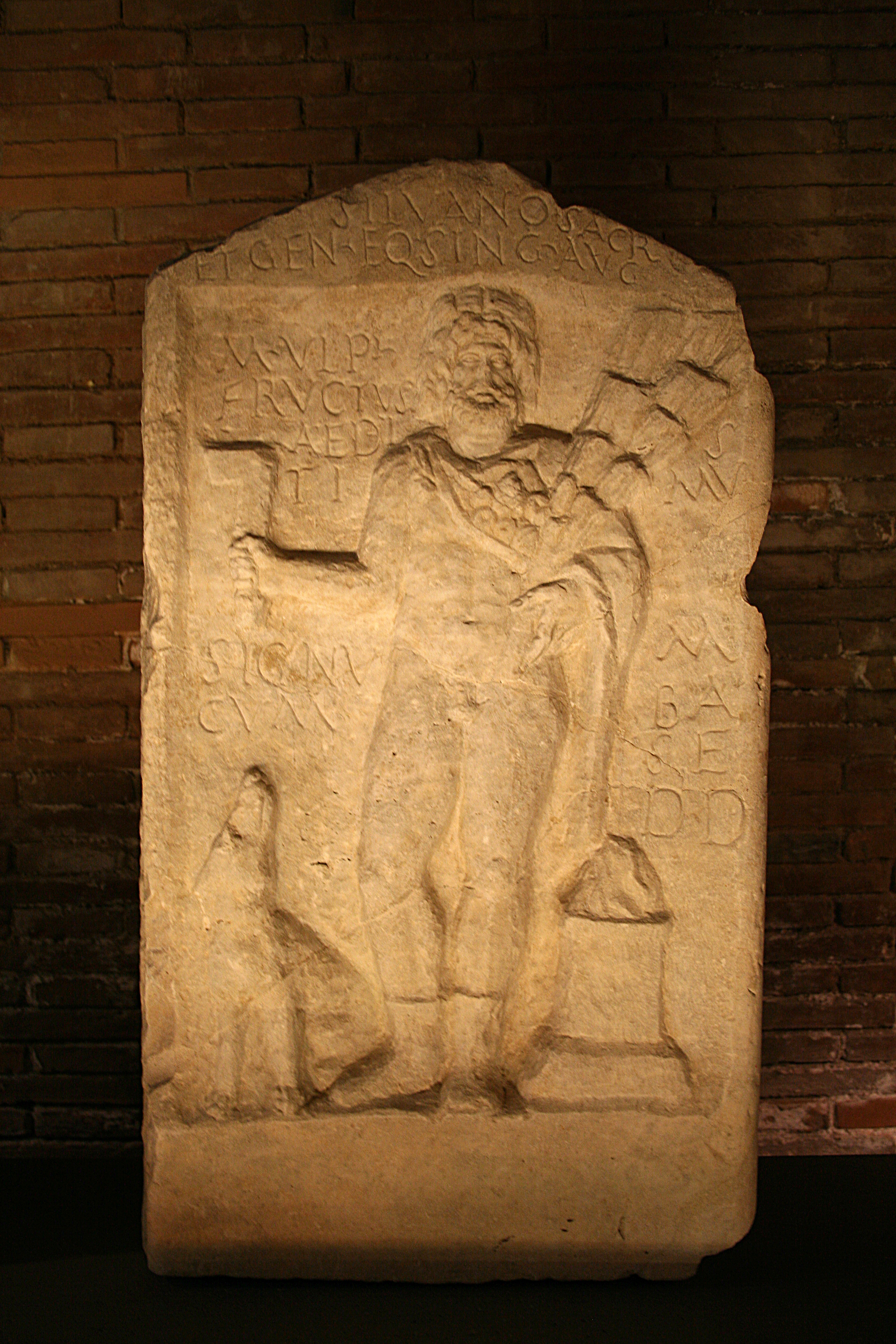
Relieve romano de Silvano.

Silvano (en latín Silvanus, ‘de los bosques’) era, en la mitología romana, el espíritu tutelar de los campos y bosques, un genius loci a quien se dice que en tiempos muy remotos los pelasgos tirrenos habían dedicado una arboleda y un festival. Aparentemente heredado del etrusco Selvans, no tiene relación con el griego Sileno. El dios celta Sucellos fue asimilado a Silvano, y el dios eslavo Borevit tenía similitudes con él.
Se le describe como un dios que preside sobre los campos y los granjeros, y también se le consideraba protector de las fronteras de los campos. Higinio Gromático cuenta que Silvano fue el primero en poner piedras para señalar los límites de los campos y que cada estado tenía tres Silvanos: un Silvanus domesticus (llamado en inscripciones Silvanus Larum y Silvanus sanctus sacer Larum), un Silvanus agrestis (también llamado salutaris) que era adorado por los pastores, y un Silvanus orientalis, esto es, el dios que presidía sobre el punto en el que comenzaba el estado. Por esto a menudo se aludía a los Silvanos, en plural (Silvani). 
En relación con los bosques (sylvestris deus) presidía especialmente sobre las plantaciones y disfrutaba de los árboles que crecían salvajes, por lo que se le representa llevando el tronco de un ciprés (δενδροφόρος). Respecto al ciprés, sin embargo, se cuenta la siguiente historia: Silvano, o según otras fuentes Apolo, estaba enamorado del joven Cipariso y una vez mató por accidente una cierva que pertenecía a este. Cipariso murió de pena por ello y fue transformado en ciprés.
También se le describe como la divinidad protectora de los rebaños de ganado, a los que guarda de los lobos y cuya fertilidad promueve. Siendo el dios de los bosques y los rebaños, también se le describe como apasionado de la música: la siringa estaba consagrada a él y se le menciona junto con los Panes y las Ninfas. Especuladores posteriores incluso identificaban a Silvano con Pan, Fauno, Inuus y Égipan. Catón el Viejo le llama Mars Silvanus, por lo que queda claro que debe haber estado relacionado con el Marte italiano, y también se afirmaba que su relación con la agricultura.
En la poesía latina, así como en obras artísticas, siempre aparece como un hombre fértil. Pomona. Los sacrificios que se le ofrecían consistían en uvas, espigas de trigo, leche, carne, vino y cerdos.